# ONE2 〜永遠の約束〜
ONE2 〜永遠の約束〜（わん2 えいえんのやくそく）とは、2002年4月26日にBaseSonから発売されたアダルトゲームである。
過去作、『ONE 〜輝く季節へ〜』の続編的位置づけだが、別スタッフの制作のため、物語の繋がりは薄い（共通するのは永遠の世界の設定のみである）。
2003年4月25日には、キャラクターの声・シナリオ・CG・音楽を追加した『ONE2 〜永遠の約束〜 with VOICE』が発売された。

## あらすじ
主人公、貴島和宏は、転校先で一人の少女と知り合い、恋に落ちた。だが、それは悲しい恋の始まりでもあった。

## キャラクター
貴島 和宏（きじま かずひろ）
主人公。
小菅 奈穂（こすげ なお）
声：みなみあや
和宏になにかと世話を焼く同級生。素直だがそれゆえにだまされやすい性格でもある。
望月 綾芽（もちづき あやめ）
声：青山ゆかり
和宏の同級生。無愛想な態度をとりがちで、クラスでは浮いた存在。
香咲 乃逢（こうさき のあ）
声：草柳順子
陸上部員で、和宏から見れば後輩である。
深月 遙（みづき はるか）
声：西田こむぎ
和宏のクラスの副担任で、担当科目は音楽。
芹沢 心音（せりざわ ここね）
声：乃田あす実
和宏が登校中に出会ったポニーテールの少女。何度か出会ううちに小さな人形を和宏に授けた。
麻生 久遠（あそう くおん）
声：北都南
和宏の同級生。遙からピアノを教わっている。
蔵谷 孝子（くらたに たかこ）
声：児玉さとみ
和宏の同級生で、乃逢の先輩。
望月 幾美（もちづき いくみ）
声：青山ゆかり
及川 譲（おいかわ ゆずる）
和宏の同級生で、奈穂の昔馴染み。他者との関係にはドライな方で、クラスでは一人でいることが多い。
児玉 忠（こだま ただし）
和宏のクラスの担任。教え子の心理的な悩みには疎い方。